# Europejska Nagroda Filmowa dla najlepszego filmu
Europejska Nagroda Filmowa dla najlepszego filmu (ang. European Film Award for Best Film) − główna nagroda przyznawana dla najlepszego filmu europejskiego w ramach Europejskich Nagród Filmowych. Przyznawana jest przez członków Europejskiej Akademii Filmowej już od pierwszej edycji rozdania nagród w 1988 roku.
Trzykrotnie wyróżniano tą nagrodą filmy wyreżyserowane przez Gianniego Amelio, Larsa von Triera i Michaela Hanekego. Dwie nagrody w tej kategorii przypadły w udziale filmom w reżyserii Kena Loacha, Pedra Almodóvara, Paola Sorrentino, Pawła Pawlikowskiego i Rubena Östlunda. Zaledwie trzy spośród nagrodzonych tytułów wyreżyserowały kobiety (Maren Ade, Jasmila Žbanić i Justine Triet). Twórcą z największą ilością nominowanych filmów, w liczbie siedmiu, jest Hiszpan Pedro Almodóvar.
Włoskie filmy siedmiokrotnie zdobywały laur, co jest dotychczasowym rekordem. Na drugim miejscu znajdują się kinematografie brytyjska i niemiecka, których pięć tytułów zwyciężyło w tej kategorii. Natomiast najwięcej nominowanych tytułów na przestrzeni lat posiada Francja - jest ich 37. O zaledwie jeden mniej ma ich Wielka Brytania (36 nominacji według stanu na sierpień 2024).
Polskie filmy jak dotychczas trzy razy zdobyły tytuł najlepszego filmu na kontynencie europejskim. Do zdobywców tej nagrody należą: Krótki film o zabijaniu (1988) Krzysztofa Kieślowskiego oraz Ida (2014) i Zimna wojna (2018) Pawła Pawlikowskiego. Ponadto nagrodę otrzymał też Polak Roman Polański za brytyjski thriller Autor widmo (2010). Spośród polskich filmów nominację uzyskały następujące obrazy: Przesłuchanie (1990) Ryszarda Bugajskiego, Pianista (2002) Romana Polańskiego, Boże Ciało (2020) Jana Komasy oraz Zielona granica (2023) Agnieszki Holland. Ponadto nominowano także obcojęzyczne filmy realizowane za granicą przez Kieślowskiego (trylogia Trzy kolory, 1994), Pawlikowskiego (Lato miłości, 2005) i Polańskiego (Oficer i szpieg, 2019).

## Nagrodzone i nominowane filmy

### 1988−1989
| Rok                           | Tytuł polski                         | Tytuł oryginalny     | Reżyser |
| ----------------------------- | ------------------------------------ | -------------------- | ------- |
| 1988 (1.)                     |                                      |                      |         |
| Krótki film o zabijaniu       | Krótki film o zabijaniu              | Krzysztof Kieślowski |         |
| Do zobaczenia, chłopcy        | Au revoir les enfants                | Louis Malle          |         |
| Ożywiony las                  | El bosque animado                    | José Luis Cuerda     |         |
| Dalekie głosy, spokojne życie | Distant Voices, Still Lives          | Terence Davies       |         |
| Niebo nad Berlinem            | Der Himmel über Berlin               | Wim Wenders          |         |
| Jakub                         | Iacob                                | Mircea Daneliuc      |         |
| Pelle zwycięzca               | Pelle erobreren                      | Bille August         |         |
| 1989 (2.)                     |                                      |                      |         |
| Pejzaż we mgle                | Τοπίο στην ομίχλη Topio stin omichli | Teo Angelopoulos     |         |
| Eldorado                      | Eldorádó                             | Géza Bereményi       |         |
| Wysokie aspiracje             | High Hopes                           | Mike Leigh           |         |
| Magnus                        | Magnus                               | Þráinn Bertelsson    |         |
| Mała Wiera                    | Маленькая Вера Malieńkaja Wiera      | Wasilij Piczuł       |         |
| Wspomnienia z Żółtego Domu    | Recordações da Casa Amarela          | João César Monteiro  |         |

### 1990–1999
| Rok                          | Tytuł polski                                | Tytuł oryginalny                               | Reżyser |
| ---------------------------- | ------------------------------------------- | ---------------------------------------------- | ------- |
| 1990 (3.)                    |                                             |                                                |         |
| Otwarte drzwi                | Porte aperte                                | Gianni Amelio                                  |         |
| Aj, Carmela!                 | ¡Ay Carmela!                                | Carlos Saura                                   |         |
| Cyrano de Bergerac           | Cyrano de Bergerac                          | Jean-Paul Rappeneau                            |         |
| Matka                        | Мать Mat                                    | Gleb Panfiłow                                  |         |
| Przesłuchanie                | Przesłuchanie                               | Ryszard Bugajski                               |         |
| Anioł stróż                  | Skyddsängeln                                | Suzanne Osten                                  |         |
| Dziewczyna z fabryki zapałek | Tulitikkutehtaan tyttö                      | Aki Kaurismäki                                 |         |
| 1991 (4.)                    |                                             |                                                |         |
| Riff-Raff                    | Riff-Raff                                   | Ken Loach                                      |         |
| Delicatessen                 | Delicatessen                                | Marc Caro i Jean-Pierre Jeunet                 |         |
| Homo Faber                   | Homo Faber                                  | Volker Schlöndorff                             |         |
| Mały przestępca              | Le petit criminel                           | Jacques Doillon                                |         |
| Toto bohater                 | Toto le héros                               | Jaco Van Dormael                               |         |
| Szowiniści                   | Ultrà                                       | Ricky Tognazzi                                 |         |
| 1992 (5.)                    |                                             |                                                |         |
| Złodziej dzieci              | Il ladro di bambini                         | Gianni Amelio                                  |         |
| Kochankowie z Pont-Neuf      | Les amants du Pont-Neuf                     | Leos Carax                                     |         |
| Ludzie z północy             | De noorderlingen                            | Alex van Warmerdam                             |         |
| Nord                         | Nord                                        | Xavier Beauvois                                |         |
| Trzy dni                     | Trys dienos                                 | Šarūnas Bartas                                 |         |
| Życie cyganerii              | La vie de bohème                            | Aki Kaurismäki                                 |         |
| 1993 (6.)                    |                                             |                                                |         |
| Urga                         | Урга Urga                                   | Nikita Michałkow                               |         |
| Wideo Benny’ego              | Benny's Video                               | Michael Haneke                                 |         |
| Człowiek pogryzł psa         | C'est arrivé près de chez vous              | Rémy Belvaux, André Bonzel i Benoît Poelvoorde |         |
| Serce jak lód                | Un cœur en hiver                            | Claude Sautet                                  |         |
| Orlando                      | Orlando                                     | Sally Potter                                   |         |
| Dziewczyna Antonia           | La petite amie d'Antonio                    | Manuel Poirier                                 |         |
| 1994 (7.)                    |                                             |                                                |         |
| Lamerica                     | Lamerica                                    | Gianni Amelio                                  |         |
| Syn rekina                   | Le fils du requin                           | Agnès Merlet                                   |         |
| W imię ojca                  | In the Name of the Father                   | Jim Sheridan                                   |         |
| Parzyste i nieparzyste       | Кош ба кош Kosz ba kosz                     | Bachtijar Chudojnazarow                        |         |
| Trzy kolory                  | Trois couleurs                              | Krzysztof Kieślowski                           |         |
| Woyzeck                      | Woyzeck                                     | János Szász                                    |         |
| 1995 (8.)                    |                                             |                                                |         |
| Ziemia i wolność             | Land and Freedom                            | Ken Loach                                      |         |
| Pocałunek motyla             | Butterfly Kiss                              | Michael Winterbottom                           |         |
| Nienawiść                    | La haine                                    | Mathieu Kassovitz                              |         |
| Paryskie rendez-vous         | Les rendez-vous de Paris                    | Éric Rohmer                                    |         |
| Rzeźnik                      | Der Totmacher                               | Romuald Karmakar                               |         |
| Spojrzenie Odyseusza         | Το βλέμμα του Οδυσσέα To vlemma tou Odyssea | Teo Angelopoulos                               |         |
| 1996 (9.)                    |                                             |                                                |         |
| Przełamując fale             | Breaking the Waves                          | Lars von Trier                                 |         |
| Kola                         | Kolja                                       | Jan Svěrák                                     |         |
| Lea                          | Lea                                         | Ivan Fíla                                      |         |
| Sekrety i kłamstwa           | Secrets & Lies                              | Mike Leigh                                     |         |
| Spirala przemocy             | Some Mother's Son                           | Terry George                                   |         |
| 1997 (10.)                   |                                             |                                                |         |
| Goło i wesoło                | The Full Monty                              | Peter Cattaneo                                 |         |
| Kapitan Conan                | Capitaine Conan                             | Bertrand Tavernier                             |         |
| Angielski pacjent            | The English Patient                         | Anthony Minghella                              |         |
| Piąty element                | The Fifth Element                           | Luc Besson                                     |         |
| Zamknięty krąg               | Savršeni krug                               | Ademir Kenović                                 |         |
| Złodziej                     | Вор Wor                                     | Pawieł Czuchraj                                |         |
| 1998 (11.)                   |                                             |                                                |         |
| Życie jest piękne            | La vita è bella                             | Roberto Benigni                                |         |
| Chłopak rzeźnika             | The Butcher Boy                             | Neil Jordan                                    |         |
| Drżące ciało                 | Carne trémula                               | Pedro Almodóvar                                |         |
| Festen                       | Festen                                      | Thomas Vinterberg                              |         |
| Biegnij Lola, biegnij        | Lola rennt                                  | Tom Tykwer                                     |         |
| Jestem Joe                   | My Name Is Joe                              | Ken Loach                                      |         |
| Wyśnione życie aniołów       | La vie rêvée des anges                      | Érick Zonca                                    |         |
| 1999 (12.)                   |                                             |                                                |         |
| Wszystko o mojej matce       | Todo sobre mi madre                         | Pedro Almodóvar                                |         |
| Fucking Åmål                 | Fucking Åmål                                | Lukas Moodysson                                |         |
| Mifune                       | Mifunes sidste sang                         | Søren Kragh-Jacobsen                           |         |
| Moloch                       | Молох Mołoch                                | Aleksandr Sokurow                              |         |
| Notting Hill                 | Notting Hill                                | Roger Michell                                  |         |
| Rosetta                      | Rosetta                                     | Jean-Pierre i Luc Dardenne                     |         |
| Kropla słońca                | Sunshine                                    | István Szabó                                   |         |
| Strefa wojny                 | The War Zone                                | Tim Roth                                       |         |

### 2000–2009
| Rok                                       | Tytuł polski                        | Tytuł oryginalny                      | Reżyser |
| ----------------------------------------- | ----------------------------------- | ------------------------------------- | ------- |
| 2000 (13.)                                |                                     |                                       |         |
| Tańcząc w ciemnościach                    | Dancer in the Dark                  | Lars von Trier                        |         |
| Billy Elliot                              | Billy Elliot                        | Stephen Daldry                        |         |
| Uciekające kurczaki                       | Chicken Run                         | Peter Lord i Nick Park                |         |
| Gusta i guściki                           | Le goût des autres                  | Agnès Jaoui                           |         |
| Harry, twój prawdziwy przyjaciel          | Harry, un ami qui vous veut du bien | Dominik Moll                          |         |
| Chleb i tulipany                          | Pane e tulipani                     | Silvio Soldini                        |         |
| Wiarołomni                                | Trolösa                             | Liv Ullmann                           |         |
| 2001 (14.)                                |                                     |                                       |         |
| Amelia                                    | Le fabuleux destin d'Amélie Poulain | Jean-Pierre Jeunet                    |         |
| Dziennik Bridget Jones                    | Bridget Jones's Diary               | Sharon Maguire                        |         |
| Eksperyment                               | Das Experiment                      | Oliver Hirschbiegel                   |         |
| Intymność                                 | Intimacy                            | Patrice Chéreau                       |         |
| Włoski dla początkujących                 | Italiensk for begyndere             | Lone Scherfig                         |         |
| Inni                                      | The Others                          | Alejandro Amenábar                    |         |
| Pianistka                                 | La pianiste                         | Michael Haneke                        |         |
| Pokój syna                                | La stanza del figlio                | Nanni Moretti                         |         |
| 2002 (15.)                                |                                     |                                       |         |
| Porozmawiaj z nią                         | Hable con ella                      | Pedro Almodóvar                       |         |
| 8 kobiet                                  | 8 femmes                            | François Ozon                         |         |
| Podkręć jak Beckham                       | Bend It Like Beckham                | Gurinder Chadha                       |         |
| Krwawa niedziela                          | Bloody Sunday                       | Paul Greengrass                       |         |
| Lilja 4-ever                              | Lilja 4-ever                        | Lukas Moodysson                       |         |
| Siostry magdalenki                        | The Magdalene Sisters               | Peter Mullan                          |         |
| Człowiek bez przeszłości                  | Mies vailla menneisyyttä            | Aki Kaurismäki                        |         |
| Pianista                                  | The Pianist                         | Roman Polański                        |         |
| 2003 (16.)                                |                                     |                                       |         |
| Good bye, Lenin!                          | Good Bye, Lenin!                    | Wolfgang Becker                       |         |
| Niewidoczni                               | Dirty Pretty Things                 | Stephen Frears                        |         |
| Dogville                                  | Dogville                            | Lars von Trier                        |         |
| Na tym świecie                            | In This World                       | Michael Winterbottom                  |         |
| Moje życie beze mnie                      | My Life Without Me                  | Isabel Coixet                         |         |
| Basen                                     | Swimming Pool                       | François Ozon                         |         |
| 2004 (17.)                                |                                     |                                       |         |
| Głową w mur                               | Gegen die Wand                      | Fatih Akın                            |         |
| Pan od muzyki                             | Les choristes                       | Christophe Barratier                  |         |
| Dziura w sercu                            | Ett hål i mitt hjärta               | Lukas Moodysson                       |         |
| Złe wychowanie                            | La mala educación                   | Pedro Almodóvar                       |         |
| W stronę morza                            | Mar adentro                         | Alejandro Amenábar                    |         |
| Vera Drake                                | Vera Drake                          | Mike Leigh                            |         |
| 2005 (18.)                                |                                     |                                       |         |
| Ukryte                                    | Caché                               | Michael Haneke                        |         |
| Bracia                                    | Brødre                              | Susanne Bier                          |         |
| Nie wracaj w te strony                    | Don't Come Knocking                 | Wim Wenders                           |         |
| Dziecko                                   | L'enfant                            | Jean-Pierre i Luc Dardenne            |         |
| Lato miłości                              | My Summer of Love                   | Paweł Pawlikowski                     |         |
| Sophie Scholl – ostatnie dni              | Sophie Scholl – Die letzten Tage    | Marc Rothemund                        |         |
| 2006 (19.)                                |                                     |                                       |         |
| Życie na podsłuchu                        | Das Leben der Anderen               | Florian Henckel von Donnersmarck      |         |
| Śniadanie na Plutonie                     | Breakfast on Pluto                  | Neil Jordan                           |         |
| Grbavica                                  | Grbavica                            | Jasmila Žbanić                        |         |
| Droga do Guantánamo                       | The Road to Guantanamo              | Michael Winterbottom i Mat Whitecross |         |
| Volver                                    | Volver                              | Pedro Almodóvar                       |         |
| Wiatr buszujący w jęczmieniu              | The Wind That Shakes the Barley     | Ken Loach                             |         |
| 2007 (20.)                                |                                     |                                       |         |
| 4 miesiące, 3 tygodnie i 2 dni            | 4 luni, 3 săptămâni și 2 zile       | Cristian Mungiu                       |         |
| Na krawędzi nieba                         | Auf der anderen Seite               | Fatih Akın                            |         |
| Ostatni król Szkocji                      | The Last King of Scotland           | Kevin Macdonald                       |         |
| Niczego nie żałuję – Edith Piaf           | La môme                             | Olivier Dahan                         |         |
| Persepolis                                | Persepolis                          | Marjane Satrapi i Vincent Paronnaud   |         |
| Królowa                                   | The Queen                           | Stephen Frears                        |         |
| 2008 (21.)                                |                                     |                                       |         |
| Gomorra                                   | Gomorra                             | Matteo Garrone                        |         |
| Boski                                     | Il divo                             | Paolo Sorrentino                      |         |
| Klasa                                     | Entre les murs                      | Laurent Cantet                        |         |
| Happy-Go-Lucky, czyli co nas uszczęśliwia | Happy-Go-Lucky                      | Mike Leigh                            |         |
| Sierociniec                               | El orfanato                         | Juan Antonio Bayona                   |         |
| Walc z Baszirem                           | ואלס עם באשיר Vals Im Bashir        | Ari Folman                            |         |
| 2009 (22.)                                |                                     |                                       |         |
| Biała wstążka                             | Das weiße Band                      | Michael Haneke                        |         |
| Fish Tank                                 | Fish Tank                           | Andrea Arnold                         |         |
| Pozwól mi wejść                           | Låt den rätte komma in              | Tomas Alfredson                       |         |
| Prorok                                    | Un prophète                         | Jacques Audiard                       |         |
| Lektor                                    | The Reader                          | Stephen Daldry                        |         |
| Slumdog. Milioner z ulicy                 | Slumdog Millionaire                 | Danny Boyle                           |         |

### 2010–2019
| Rok                                              | Tytuł polski                                       | Tytuł oryginalny                | Reżyser |
| ------------------------------------------------ | -------------------------------------------------- | ------------------------------- | ------- |
| 2010 (23.)                                       |                                                    |                                 |         |
| Autor widmo                                      | The Ghost Writer                                   | Roman Polański                  |         |
| Miód                                             | Bal                                                | Semih Kaplanoğlu                |         |
| Ludzie Boga                                      | Des hommes et des dieux                            | Xavier Beauvois                 |         |
| Liban                                            | לבנון Lebanon                                      | Samuel Maoz                     |         |
| Sekret jej oczu                                  | El secreto de sus ojos                             | Juan José Campanella            |         |
| Soul Kitchen                                     | Soul Kitchen                                       | Fatih Akın                      |         |
| 2011 (24.)                                       |                                                    |                                 |         |
| Melancholia                                      | Melancholia                                        | Lars von Trier                  |         |
| Artysta                                          | The Artist                                         | Michel Hazanavicius             |         |
| Chłopiec na rowerze                              | Le gamin au vélo                                   | Jean-Pierre i Luc Dardenne      |         |
| W lepszym świecie                                | Hævnen                                             | Susanne Bier                    |         |
| Człowiek z Hawru                                 | Le Havre                                           | Aki Kaurismäki                  |         |
| Jak zostać królem                                | The King’s Speech                                  | Tom Hooper                      |         |
| 2012 (25.)                                       |                                                    |                                 |         |
| Miłość                                           | Amour                                              | Michael Haneke                  |         |
| Barbara                                          | Barbara                                            | Christian Petzold               |         |
| Cezar musi umrzeć                                | Cesare deve morire                                 | Paolo i Vittorio Taviani        |         |
| Nietykalni                                       | Intouchables                                       | Olivier Nakache i Éric Toledano |         |
| Polowanie                                        | Jagten                                             | Thomas Vinterberg               |         |
| Wstyd                                            | Shame                                              | Steve McQueen                   |         |
| 2013 (26.)                                       |                                                    |                                 |         |
| Wielkie piękno                                   | La grande bellezza                                 | Paolo Sorrentino                |         |
| Śnieżka                                          | Blancanieves                                       | Pablo Berger                    |         |
| W kręgu miłości                                  | The Broken Circle Breakdown                        | Felix Van Groeningen            |         |
| Koneser                                          | La migliore offerta                                | Giuseppe Tornatore              |         |
| Oh, Boy!                                         | Oh Boy                                             | Jan-Ole Gerster                 |         |
| Życie Adeli                                      | La vie d'Adèle – Chapitres 1 & 2                   | Abdellatif Kechiche             |         |
| 2014 (27.)                                       |                                                    |                                 |         |
| Ida                                              | Ida                                                | Paweł Pawlikowski               |         |
| Turysta                                          | Turist                                             | Ruben Östlund                   |         |
| Zimowy sen                                       | Kış Uykusu                                         | Nuri Bilge Ceylan               |         |
| Lewiatan                                         | Левиафан Lewiafan                                  | Andriej Zwiagincew              |         |
| Nimfomanka                                       | Nymphomaniac                                       | Lars von Trier                  |         |
| 2015 (28.)                                       |                                                    |                                 |         |
| Młodość                                          | Youth                                              | Paolo Sorrentino                |         |
| Gołąb przysiadł na gałęzi i rozmyśla o istnieniu | En duva satt på en gren och funderade på tillvaron | Roy Andersson                   |         |
| Barany. Islandzka opowieść                       | Hrútar                                             | Grímur Hákonarson               |         |
| Lobster                                          | The Lobster                                        | Jorgos Lantimos                 |         |
| Mustang                                          | Mustang                                            | Deniz Gamze Ergüven             |         |
| Victoria                                         | Victoria                                           | Sebastian Schipper              |         |
| 2016 (29.)                                       |                                                    |                                 |         |
| Toni Erdmann                                     | Toni Erdmann                                       | Maren Ade                       |         |
| Elle                                             | Elle                                               | Paul Verhoeven                  |         |
| Ja, Daniel Blake                                 | I, Daniel Blake                                    | Ken Loach                       |         |
| Julieta                                          | Julieta                                            | Pedro Almodóvar                 |         |
| Pokój                                            | Room                                               | Lenny Abrahamson                |         |
| 2017 (30.)                                       |                                                    |                                 |         |
| The Square                                       | The Square                                         | Ruben Östlund                   |         |
| 120 uderzeń serca                                | 120 battements par minute                          | Robin Campillo                  |         |
| Niemiłość                                        | Нелюбовь Nieliubow                                 | Andriej Zwiagincew              |         |
| Dusza i ciało                                    | Testről és lélekről                                | Ildikó Enyedi                   |         |
| Po tamtej stronie                                | Toivon tuolla puolen                               | Aki Kaurismäki                  |         |
| 2018 (31.)                                       |                                                    |                                 |         |
| Zimna wojna                                      | Zimna wojna                                        | Paweł Pawlikowski               |         |
| Dogman                                           | Dogman                                             | Matteo Garrone                  |         |
| Dziewczyna                                       | Girl                                               | Lukas Dhont                     |         |
| Granica                                          | Gräns                                              | Ali Abbasi                      |         |
| Szczęśliwy Lazzaro                               | Lazzaro felice                                     | Alice Rohrwacher                |         |
| 2019 (32.)                                       |                                                    |                                 |         |
| Faworyta                                         | The Favourite                                      | Jorgos Lantimos                 |         |
| Ból i blask                                      | Dolor y gloria                                     | Pedro Almodóvar                 |         |
| Oficer i szpieg                                  | J'accuse                                           | Roman Polański                  |         |
| Nędznicy                                         | Les misérables                                     | Ladj Ly                         |         |
| Błąd systemu                                     | Systemsprenger                                     | Nora Fingscheidt                |         |
| Zdrajca                                          | Il traditore                                       | Marco Bellocchio                |         |

### 2020–2029
| Rok                   | Tytuł polski             | Tytuł oryginalny  | Reżyser |
| --------------------- | ------------------------ | ----------------- | ------- |
| 2020 (33.)            |                          |                   |         |
| Na rauszu             | Druk                     | Thomas Vinterberg |         |
| Berlin Alexanderplatz | Berlin Alexanderplatz    | Burhan Qurbani    |         |
| Boże Ciało            | Boże Ciało               | Jan Komasa        |         |
| Martin Eden           | Martin Eden              | Pietro Marcello   |         |
| Malowany ptak         | Nabarvené ptáče          | Václav Marhoul    |         |
| Undine                | Undine                   | Christian Petzold |         |
| 2021 (34.)            |                          |                   |         |
| Aida                  | Quo vadis, Aida?         | Jasmila Žbanić    |         |
| To była ręka Boga     | È stata la mano di Dio   | Paolo Sorrentino  |         |
| Ojciec                | The Father               | Florian Zeller    |         |
| Przedział nr 6        | Hytti nro 6              | Juho Kuosmanen    |         |
| Titane                | Titane                   | Julia Ducournau   |         |
| 2022 (35.)            |                          |                   |         |
| W trójkącie           | Τriangle of Sadness      | Ruben Östlund     |         |
| Alcarràs              | Alcarràs                 | Carla Simón       |         |
| Blisko                | Close                    | Lukas Dhont       |         |
| W gorsecie            | Corsage                  | Marie Kreutzer    |         |
| Holy Spider           | Holy Spider              | Ali Abbasi        |         |
| 2023 (36.)            |                          |                   |         |
| Anatomia upadku       | Anatomie d'une chute     | Justine Triet     |         |
| Ja, kapitan           | Io capitano              | Matteo Garrone    |         |
| Opadające liście      | Kuolleet lehdet          | Aki Kaurismäki    |         |
| Zielona granica       | Zielona granica          | Agnieszka Holland |         |
| Strefa interesów      | The Zone of Interest     | Jonathan Glazer   |         |
| 2024 (37.)            |                          |                   |         |
| Emilia Pérez          | Emilia Pérez             | Jacques Audiard   |         |
| W pokoju obok         | La habitación de al lado | Pedro Almodóvar   |         |
| Nasienie świętej figi | Dāne-ye anjīr-e ma'ābed  | Mohammad Rasoulof |         |
| Substancja            | The Substance            | Coralie Fargeat   |         |
| Droga do Vermiglio    | Vermiglio                | Maura Delpero     |         |

## Statystyki
Zestawienie nagrodzonych i nominowanych filmów w tej kategorii według głównego kraju produkcji - w kolejności malejącej pod względem ilości nagród, a następnie nominacji - przedstawia się następująco (stan na sierpień 2024):
| Państwo              | Ilość nagród | Ilość nominacji |
| -------------------- | ------------ | --------------- |
| Włochy               | 7            | 19              |
| Wielka Brytania      | 5            | 36              |
| Niemcy               | 5            | 20              |
| Dania                | 4            | 14              |
| Francja              | 3            | 37              |
| Polska               | 3            | 7               |
| Hiszpania            | 2            | 16              |
| Szwecja              | 2            | 10              |
| Rosja                | 1            | 5               |
| Austria              | 1            | 4               |
| Bośnia i Hercegowina | 1            | 3               |
| Grecja               | 1            | 2               |
| Rumunia              | 1            | 2               |
| Belgia               | 0            | 8               |
| Finlandia            | 0            | 7               |
| Irlandia             | 0            | 7               |
| Węgry                | 0            | 4               |
| Czechy               | 0            | 3               |
| Turcja               | 0            | 3               |
| Islandia             | 0            | 2               |
| Izrael               | 0            | 2               |
| ZSRR                 | 0            | 2               |
| Holandia             | 0            | 1               |
| Litwa                | 0            | 1               |
| Portugalia           | 0            | 1               |